# VR Dr35
Die Rangierlokomotiven der finnischen Baureihe Dr35 wurden teilweise von der Firma Teräspyörä (Steelwheel) als Typ Otso Robot 75 HS gebaut.
Die Baureihenbezeichnung Dr35 wurde von Väylävirasto (Finnische Agentur für Verkehrsinfrastruktur) jedoch allgemein für Diesellokomotiven mit hoher Achslast ausgegeben. In der Baureihe sind unter anderem Lokomotiven der Typen Move 66 und Otso Robot der Bauarten 35 und 75 gelistet. Bis 2020 waren elf Lokomotiven in der Baureihe eingereiht.

## Geschichte
Der Typ Otso Robot 75 HS wurde für den Einsatz bei der finnischen Staatsbahn VR-Yhtymä (VR) entwickelt. Die Lokomotiven waren VR Transpoint zugeteilt und in den grün-weißen Firmenfarben von VR lackiert. Die Lokomotiven werden mittels Funksteuerung gefahren.
VR hat zwei dieser Maschinen seit 2012 in mehreren Betriebswerken ausgiebig getestet, war aber mit der Leistung nicht zufrieden. Deshalb wurden nur zwei Prototyp-Lokomotiven gebaut. Die Höchstgeschwindigkeit dieser Lokomotiven beträgt 30 km/h. Sie sind für Rangieraufgaben vorgesehen. Die Versuche mit den Lokomotiven wurden im Jahr 2018 abgeschlossen, die Lokomotiven an den Hersteller zurückgegeben.

## Weitere Verwendung
Dr35 98 10 8139 005-7 wurde am 3. und 4. Oktober 2019 von Voikkaa nach Uimaharju geschleppt, wo Mantsinen, die unter anderem Großverladeanlagen herstellt, ab Anfang 2020 mit dem Rangierbetrieb in den Werken von Stora Enso begann. Am 24. Oktober 2019 wurde die 98 10 8139 006-5 nach Varkaus geschleppt, wo die Lokomotive im Werk Varkaus von Stora Enso eingesetzt wird.
2019 wurde die Lokomotive 005 in der Lackierung und mit Beschriftung der Firma Mantsinen in Parikkala eingesetzt sowie bei der EVN die Buchstaben VR gelöscht.

## Eingereihte Lokomotiven
- Move 66, Valmet 6613/1973, im Besitz von Teräspyörä erhielt die EVN-Nummer 98 10 8039 013-2.[5][6]
- Move 66 668/1971 wurde 2015 von Kymen Veturipalvelu gekauft (Dr35 98 10 8039 068-6).[6]

## Weitere Lokomotiven vom Typ Otso Robot
In mehreren Industriebetrieben in Finnland werden Lokomotiven des Typs Otso Robot eingesetzt:
- Otso Robot 75 der Talvivaaran Mining Company Plc erhielt die Kennung Dr35 98 10 8139 001-6.[7]

- Am 5. Mai 2014 wurde eine Lokomotive des Typs Otso Robot 75 HS an Valtasiirto Oy in Harjavalta geliefert. Ihre Teräspyörä-Fertigungsnummer lautet 175/2014. Sie wiegt 70 Tonnen und hat eine Höchstgeschwindigkeit von 14 km/h. Von Trafi erhielt die Lokomotive die Registrierungsnummer Dr35 98 10 8139 175-8. Der Einsatz ist im Industriegebiet vorgesehen, der Betrieb jedoch auch im staatlichen Netz möglich. Die Lokomotive hat zwei getrennte Funksteuerungssysteme. Das Primärsystem wird für die Steuerung der Lokomotive bei Rangierarbeiten genutzt, das Sekundärsystem kommt ausschließlich für die Wagenentleerung zum Einsatz.[8]